# Idiozetes erectus
Idiozetes erectus är en kvalsterart som beskrevs av Aoki 1976. Idiozetes erectus ingår i släktet Idiozetes och familjen Idiozetidae. Inga underarter finns listade i Catalogue of Life.